# George Vithoulkas
George Vithoulkas (25 de julio de 1932) es ingeniero y estudió homeopatía en Sudáfrica y recibió un diploma en homeopatía del Instituto Indio de Homeopatía en 1966.  Tras la recepción del diploma, volvió a Grecia en donde practicó y empezó a enseñar Homeopatía Clásica a doctores en medicina en lo que con el tiempo llegó a ser el Centro de Medicina Homeopática en Atenas.  En 1972, Vithoulkas inició la edición de una revista sobre medicina homeopática en griego.  En 1976, organizó el primero de una serie anual internacional de Seminarios Homeopáticos.  En 1994, abrió la Academia Internacional de Homeopatía Clásica en Alonissos, que proporciona entrenamiento de postgraduado para homeópatas. Es Miembro del Consejo del Centro Médico Israelita Beth en Nueva York, Miembro de la Academia de Ciencias de Nueva York, y miembro de la Asociación Americana para el Avance de la Ciencia.
Vithoulkas ha sido autor de numerosos libros sobre homeopatía, dos de los cuales, "Homeopatía: La medicina del nuevo hombre" (Arco, Nueva York, 1979) y “La ciencia de la Homeopatía" (Grove Press, New York, 1980) han sido traducidos ampliamente, y actualmente está escribiendo “Materia médica viva” que es una materia médica homeopática, y una obra de referencia sobre los remedios homeopáticos, que alcanzará los 16 volúmenes cuando esté terminada.  Además de sus libros, ha publicado numerosos artículos en revistas sobre homeopatía y ha desarrollado un expert system; sistema experto informatizado que los homeópatas pueden utilizar en la selección de remedios homeopáticos para sus pacientes.
Vithoulkas ha sido galardonado con el Right Livelihood Award o Premio Nobel Alternativo en 1996.

## Puntos de vista
Vithoulkas afirma que el paradigma de la medicina convencional ha resultado ser desastroso para la salud de la humanidad, que ni ha prevenido ni ha curado la enfermedad, y que el uso excesivo de potentes drogas químicas ha causado una degeneración de la salud en todo el mundo.  En su opinión los tratamientos convencionales para las enfermedades graves conducen a una reducida calidad de vida más bien que a una vida más larga. Sostiene que esto se debe a que los investigadores médicos no hacen caso de las "verdades eternas" que son la base de los "principios verdaderos de la medicina y de la salud", y pronostica que sobrevendrá una crisis espiritual si no se produce un cambio.
Cree que la "medicina convencional, en vez de curar enfermedades, es realmente la causa de la degeneración de la raza humana”.  Echa la culpa de los desórdenes mentales incluyendo varias neurosis, así como la fiebre del heno, el asma, el cáncer y el sida a la medicina moderna, la vacunación, los antibióticos, y afirma categóricamente que "por causa de fuertes drogas químicas y las vacunaciones repetidas, los sistemas inmunes de la población occidental se han venido abajo y finalmente han dejado paso a las enfermedades que han penetrado cada vez más profundamente en el organismo humano, hasta el sistema nervioso central y periférico. Vithoulkas no cree que la medicina moderna alargue la vida; dice que "En el pasado, las personas mayores contraían enfermedades y se preparaban para morir; pero entonces se les administraban los antibióticos, y entrarían en un estado de Alzheimer y después de eso vivirían mucho tiempo. Se toman en cuenta al calcular la expectativa media de vida, pero no están vivas."  Él cree que el cuidado normalizado resultará en “mayores dificultades” para acceder al tratamiento homeopático.
Vithoulkas está convencido de que en el futuro no lejano se reconocerá que la medicina moderna convencional es un “callejón sin salida” y que es necesario desmantelarla y luego reestructurarla conforme a las directrices de los homeópatas.

## Elogios y crítica
De acuerdo con la Mención publicada al conferir el premio 'Right Livelihood Award’, los libros de Vithoulkas “han ejercido una profunda influencia en la aceptación y la práctica de la homeopatía en todo el mundo.”
Robin Shohet le ha calificado como “el maestro de la homeopatía clásica”; Lyle Morgan dice que “comúnmente se le considera el más grande teórico vivo de la homeopatía”, y Scott Shannon le denomina “un maestro contemporáneo de la homeopatía.”  Paul Elkins le atribuye la recuperación de la credibilidad de la homeopatía.  
Su biografía se publicó en el libro Georgos Vithoulkas Der Meister-Homöopath Biographie und Fälle por el periodista Peter Clotten y la homeópata Susan Pfeifer, quien cursó estudios en su Academia Internacional de Homeopatía Clásica.
En 1978, Anthony Campbell, en aquel entonces un especialista en el Real Hospital Homeópata de Londres, publicó su crítica del libro The Science of Homoeopathy.  Criticó a Vithoulkas diciendo que promulgaba afirmaciones en vez de presentar evidencia seria, construyendo un argumento casi sin sentido sobre la base de una teoría cuestionable de la enfermedad.  Según él, el discurso de Vithoulkas (al presentar el argumento que "el uso omniópata de fármacos" es perjudicial y se debe evitar) incluye una declaración totalmente irresponsable que bien podría engañar a un profano en la materia e inducirle a rechazar tratamiento ortodoxo. Mencionó la aseveración de Vithoulkas, "al desarrollar un argumento con el fin de demostrar que "el uso omniópata de fármacos" es perjudicial y se debe evitar”, de que el tratar la sífilis con antibióticos podría resultar en la supresión de las etapas tempranas, pero que las etapas secundarias y terciarias se podrían manifestar.  Sin embargo, le parecía que el libro también aporta una descripción muy buena (aunque dogmática) de los principios y la práctica de la homeopatía.  Como réplica a esta crítica, Vithoulkas citó a varios estudios médicos que según él apoyan su aseveración de que la penicilina “pudiera suprimir la sífilis primaria sin poder prevenir el desarrollo insidioso de una etapa terciaria, especialmente según se manifieste por medio de la psicosis.”  Esta declaración está en pugna con los estudios científicos, que indican que el tratamiento con penicilina produce la curación total de la sífilis en más del 90% de los casos.

## Selección de obras
- Homeopatía: Medicina del nuevo hombre - Arco, New York, 1979
- La ciencia de la homeopatía; Grove Press - New York, 1980
- Un nuevo modelo para la salud y la enfermedad, - North Atlantic Books 1992
- Homeopatía medicina para el nuevo milenio - IACH, 2000
- Materia Medica Viva (11 volúmenes completados, de un total de 16 en previsión) - IACH, 2000-